# Río Muleta
Río Muleta es el nombre que recibe un río que drena hacia la parte sur central de la provincia de Bukidnon, en el sur de la isla de Mindanao, en la parte meridional del país asiático de Filipinas. Es uno de los principales afluentes del río Pulangi, que desemboca en el río Mindanao de Cotabato.